# Termas de Santa Teresita
Termas de Santa Teresita es una localidad del departamento Arauco, en el norte de la provincia de La Rioja, Argentina.
Se encuentra a unos 100 km de la ciudad de La Rioja y el acceso se realiza por la ruta nacional 38 y luego por las rutas provinciales 9 y 10.
La localidad cuenta con una escuela de nivel primario de carácter rural y un centro de atención primaria en salud.

## Población
Cuenta con 124 habitantes (Indec, 2010). En el censo de 2001, se la había considerado población rural dispersa.

## Historia
La localidad se encuentra a la vera de lo que se conocía como Apeadero km 921, del Ramal A5 del Ferrocarril General Belgrano, durante muchos años uno de los modos de acceso más importantes de la zona, desactivado y finalmente abandonado totalmente hacia el año 1980.
Hasta mediados del siglo XX el lugar fue conocido como "Aguas calientes" o "Aguas calientes de Mazán", en alusión a la presencia de aguas termales. Con el correr del tiempo, el paraje adquirió su nombre actual, presumiblemente a raíz de la decisión de un sacerdote que había encontrado alivio a sus dolencias luego de la práctica de hidroterapia en el lugar.

## Características de las aguas termales
Por sus características, las aguas se clasifican como mesotermales de baja mineralización, lo que les confiere características relajantes y desensibilizantes, apropiadas para dolencias oseas, además de beneficiosas para trastornos cutáneos.

## Sismicidad
La sismicidad de la región de La Rioja es frecuente y de intensidad baja, y un silencio sísmico de terremotos medios a graves cada 30 años en áreas aleatorias.